# Автошлях Р 66
Автошля́х Р 66 — автомобільний шлях регіонального значення в Україні. Проходить територією Луганської області через Дьоміно-Олександрівку — Троїцьке — Нижню Дуванку — Сватове — Кремінну — Рубіжне — Сєвєродонецьк — Лисичанськ — Гірське — Олександрівськ — Луганськ. Загальна довжина — 218 км.

## Маршрут
Автошлях проходить через такі населені пункти:
| Автошлях Р 66                   |           |
| Луганська область               |           |
| Сватівський район               |           |
| Троїцька селищна громада        |           |
| Дьоміно-Олександрівка           |           |
| Лантратівка                     |           |
| Троїцьке                        | Т 1313    |
| Аношкине                        |           |
| Покровське                      |           |
| Нижньодуванська селищна громада |           |
| Новониканорівка                 |           |
| Нижня Дуванка                   |           |
| Сватівська міська громада       |           |
| Гончарівка                      |           |
| Сватове                         | Н26Т 1307 |
| Сєвєродонецький район           |           |
| Кремінська міська громада       |           |
| Червонопопівка                  |           |
| Піщане                          |           |
| Житлівка                        |           |
| Кремінна                        |           |
| Стара Краснянка                 |           |
| Рубіжанська міська громада      |           |
| Рубіжне                         | Т 1302    |
| Сєвєродонецька міська громада   |           |
| Сєвєродонецьк                   | Т 1306    |
| Лисичанська міська громада      |           |
| Лисичанськ                      |           |
| Біла Гора                       |           |
| Гірська міська громада          |           |
| Гірське                         |           |
| Оріхове                         | Т 1316    |
| Новотошківське                  |           |
| Слов'яносербський район         |           |
| Жолобок                         |           |
|                                 | Т 1317    |
|                                 | Т 1315    |
| Олександрівськ                  |           |
| Луганськ                        | E40М30Н21 |